# Liste der Monuments historiques in Andilly (Meurthe-et-Moselle)
Die Liste der Monuments historiques in Andilly führt die Monuments historiques in der französischen Gemeinde Andilly auf.

## Liste der Objekte
| Bezeichnung               | Beschreibung                                       | Standort                       | Kennzeichnung | Schutzstatus | Datum | Bild |
| ------------------------- | -------------------------------------------------- | ------------------------------ | ------------- | ------------ | ----- | ---- |
| Skulptur Madonna mit Kind | Stein, farbig gefasst, Anfang des 16. Jahrhunderts | in der Kirche St-Martin (Lage) | PM54000010    | Classé       | 1965  |      |